# هضم بی‌هوازی

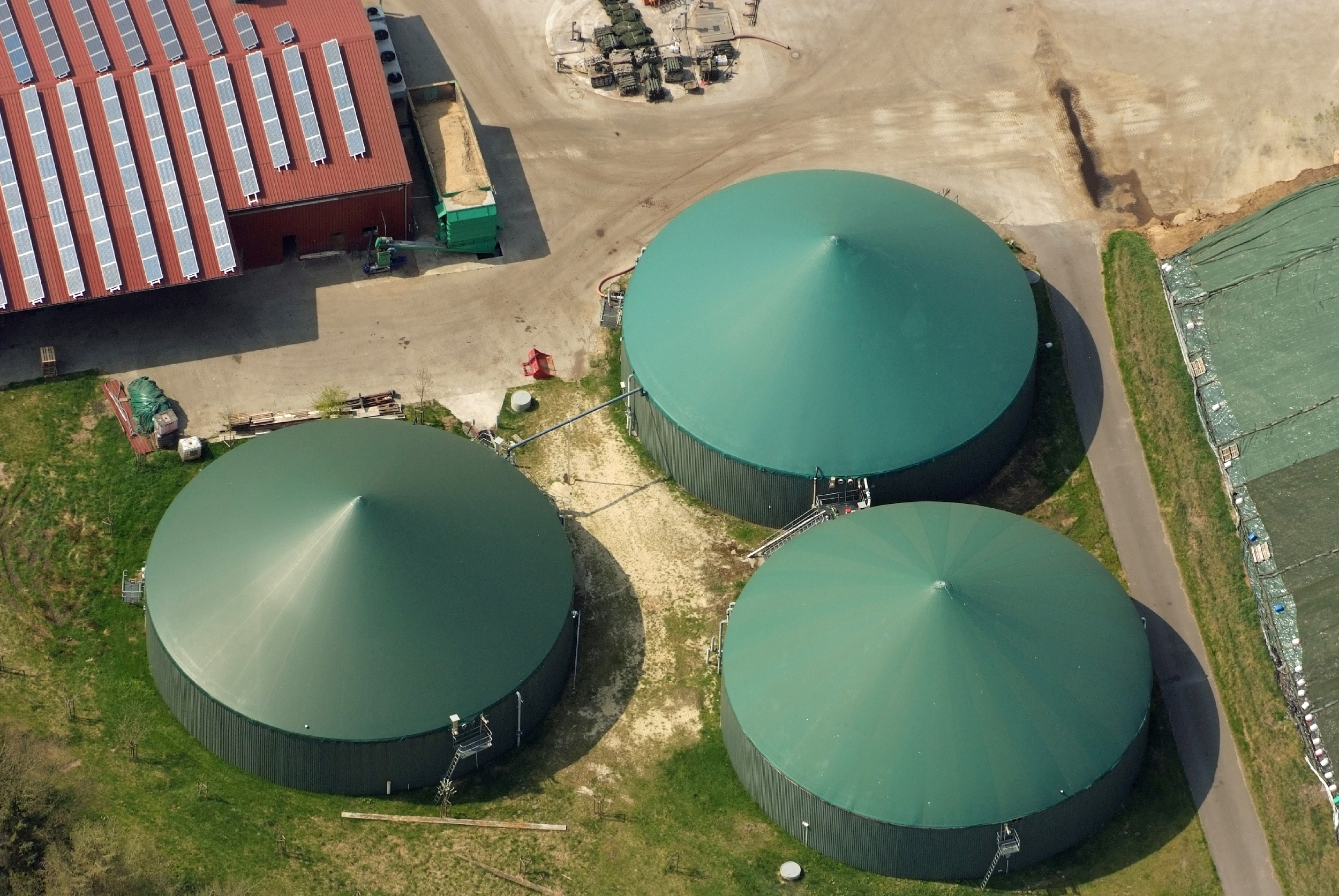
هضم بی‌هوازی در تولید انرژی تجدیدپذیر

هضم بی‌هوازی (انگلیسی: Anaerobic digestion) تجزیه میکروبی مواد آلی در غیاب اکسیژن است که نتیجهٔ این فرایند، تولید متان و مواد تثبیت شده می‌باشد. هضم بی‌هوازی دارای سه مرحله، پیش تصفیه، هضم و پس تصفیه است. باکتری‌های تخمیرکننده، تولیدکننده H2 (کاهنده پروتون) و متان‌زا سه گروه عمده میکروارگانیسم‌های فعال در این فرایند هستند. هضم بی‌هوازی در مقایسه با کمپوست هوازی، یک تولیدکننده انرژی خالص است. در هضم بی‌هوازی ۵۰۰ تا ۱۰۰۰ کیلو وات ساعت در هر تن زبالهٔ تر انرژی تولید می‌شود، در حالی‌که در کمپوست هوازی ۷۵۰–۵۰۰ کیلووات ساعت انرژی برای تصفیه هر تن زبالهٔ تر مصرف می‌شود. در هضم بی‌هوازی مواد زائد جامد فسادپذیر، بهره‌دهی متان بین ۰٫۲ تا ۰٫۵ متر مکعب بر هر کیلوگرم جامدات فرار افزوده شده‌است. در یک مطالعهٔ موردی، از یک رآکتور با حجم ۲۲ لیتر برای هضم مواد زائد جامد فسادپذیر با درصد بالای TS و زمان ماند ۱۵ تا ۲۰ روز استفاده شده‌است. رآکتور به‌وسیلهٔ یک کویل که آب گرم در آن جریان داشت، گرم می‌شد، به‌طوری‌که دمای درون هاضم در محدودهٔ ۳۳ تا ۳۷ درجه سانتی‌گراد نگهداری می‌شد. در این مطالعه تولید گاز ۲۵۰۰ تا ۹۴۰۰ لیتر بر هر متر مکعب رآکتور در روز و بهره‌دهی متان بین ۰٫۲۳ تا ۰٫۶۷ متر مکعب متان به ازای هر کیلوگرم جامدات فرار و کاهش مواد آلی بیش از ۵۰٪ به دست آمد.

## تعریف علمی هضم بی‌هوازی
تجزیه موادآلی به وسیلهٔ دسته‌ای از باکتری‌هایی که تولید دی‌اکسید کربن و متان می‌کنند (باکتریهای استوژنیک و متانوژنیک) اتفاق می‌افتد این باکتری‌ها در رنج دمای بهینه ۳۵–۳۹ ◦C (مزوفیلیک) ۵۵–۶۰ ◦C عمل هضم را انجام می‌دهند. زباله‌ها توسط آنزیم‌ها مشابه آنچه که در معده انجام می‌گیرد مواد الی را به قندها و آمینو اسیدها تبدیل می‌کنند مواد آلی توسط باکتری‌های استوژنیک به هیدروژن، دی‌اکسید کربن و استات تبدیل می‌شوند که در نهایت باکتری‌های متان ساز بیوگاز را که مخلوطی از دی‌اکسید کربن (۴۰٪) و متان (۵۵٪) و مقادیر کمی مواد دیگر تبدیل می‌کنند.

## مزایای هضم بی‌هوازی (AD)

### اثرات زیست‌محیطی
- توسعه یک سیستم مدیریت زباله پاک و سالم به لحاظ بهداشتی
- کنترل بو و آلودگی حاصل از زباله‌ها و پسماندها
- کنترل ویروس‌ها و باکتری‌های بیماریزا (پاتوژن‌ها)
- تولید انرژی تجدیدپذیر

### مزایای اقتصادی
هضم بی‌هوازی همچنین می‌تواند مزایای اقتصادی زیر را به همراه داشته باشد.
- تولید و فروش بیوگاز به عنوان منبع تولید الکتریسیته و حرارت
- تولید و فروش فیبر و کود مایع
- بهبود کشاورزی و صورتحساب‌ها بابت انرژی

### اثرات اجتماعی
- ایجاد یک محیط زندگی پاکیزه تر
- اشتغالزائی بومی
- تنوع تجارت روستائی
- فرآوری زائدات به شیوه پایدار

## هضم بی‌هوازی مواد آلی جامد شهری با استفاده از هاضم‌های فاز خشک گاراژی
رشد سریع جمعیت شهرها همراه با توسعه صنایع منجر به افزایش مصرف و در کنار افزایش تولید مواد زائد جامد گردیده‌است. این موضوع موجب پدید آمدن معضلات بهداشتی و زیست‌محیطی شدیدی به ویژه در کلان‌شهرها  شده‌است که در صورت عدم مدیریت صحیح می‌تواند بحران‌های عظیمی را به صورت منطقه‌ای و جهانی ببار آورد.
روش‌های متنوعی برای تثبیت و بی خطر سازی پسماندهای آلی آلاینده محیط زیست وجود دارد. از مهم‌ترین و رو به رشدترین این فناوریها، فرایند هضم بی‌هوازی می‌باشد.
هضم بی‌هوازی فرایند تخمیر مواد آلی در عدم حضور اکسیژن و در دما، غلظت مناسب و اختلاط مواد آلی می‌باشد. امکان انجام فرایند هضم بی‌هوازی در محدوده وسیع غلظتی وجود دارد. ابتدا فرایندهای هضم بی‌هوازی تر مواد استفاده می‌شد. افزایش حجم هاضم‌های بی‌هوازی و نیاز فراوان به آب برای بهره‌برداری از این هاضم‌ها باعث گرانی این نوع سیستم‌ها و کاهش جذابیت آن‌ها برای بعضی از کاربران گردیده‌است. برای حل این مشکلات امروزه نسل جدیدی از هاضم‌های بی‌هوازی تحت عنوان هضم خشک بی‌هوازی در مراحل مختلف تحقیقاتی و کاربردهای صنعتی، بسیار مورد توجه قرار گرفته‌است. توجه به استفاده و گسترش این نوع هاضم‌ها می‌تواند عملکرد مناسبی در فرایند تثبیت و تولید انرژی از پسماندهای آلی داشته باشد. توسعه این فناوری می-تواند، تأثیر شگرفی در مدیریت پسماند شهری و تولید انرژی از منابع زیست توده خصوصاً نیروگاه‌های تولید برق از زباله‌های شهری داشته باشد.
ایران کشوری است که هم سهم مواد آلی در پسماندهای شهری آن بالاست و هم اغلب نقاط آن خشک و با بارندگی کم هستند و این در حالی است که تا به حال تجربه مناسبی در زمینه شناخت و کاربرد این فناوری در کشور صورت نگرفته‌است. از این رو استفاده از این روش تثبیت پسماندهای جامد فسادپذیر، منجر به کاهش هزینه سرمایه‌گذاری و بهره‌برداری و نهایتاً ارائه طرح‌هایی با توجیه بالای اقتصادی می‌گردد. انجام مطالعه، بررسی و شناخت این نوع فرایندها در کنار ساخت یک پایلوت مناسب در یک شهر، به منظور بررسی مناسب عملکردی و کسب دانش فنی، تجربه ساخت و مطالعه عملکردی و نیز یک مرحله از امکان‌سنجی برای استفاده صنعتی و ساخت هاضم‌های بزرگ از این نوع برای تولید انرژی و حل معضلات شایع زباله‌های شهری در شهرهای بزرگ کشور باشد.
آگاهی از این فناوری، کسب تجربه و اطمینان از عملکرد مناسب این نوع سیستم‌ها در زباله‌های شهری می‌تواند ضمن ایجاد فرصت مناسب برای تولید انرژی و بهبود قابل توجه کیفیت کمپوست تولیدی از زباله شهری در مقایسه با روش‌های موجود، خطر ریسک‌پذیری (فنی، اقتصادی و زیست‌محیطی) در انتخاب و ساخت هاضم‌های بزرگ از این نوع را در کشور به حداقل برساند. بررسی و شناخت فرایندهای هضم بی‌هوازی در غلظت‌های بالا، شناخت کامل هضم بی‌هوازی خشک، طراحی و ساخت یک واحد قابل کاربرد و توسعه در تولید انرژی از زباله‌های شهری در ایران می‌تواند فضایی جدید را دراین زمینه به روی مسئولین باز نماید. نتایج حاصله می‌تواند راهگشای مسئولین و تصمیم‌گیرندگان، مهندسین مشاور و پیمانکاران در طراحی و ساخت و توسعه نیروگاه‌های بیوگازی و مدیریت پسماند شهری باشد.

### مزایای هضم خشک بی‌هوازی
از مزایای این سیستم علاوه بر تولید انرژی و کود ارزان قیمت در مقایسه با سایر سیستم‌ها، می‌توان به موارد زیر اشاره کرد.
- استفاده از پسماندهای آلی برای تولید انرژی
- امکان استفاده از پسماندهای خشک آلی (درصد مواد خشک تا ۵۰ درصد)
- هزینه‌های پائین تعمیر، نگهداری، بهره‌برداری و کاهش هزینه‌های اولیه احداث
- کاهش سر و صدا و حذف قسمت‌های زیادی از قطعات مکانیکی در مقایسه با سیستم‌های غلظت پائین
- امکان کنترل مدرن و کامپیوتری
- تولید گاز با کیفیت مناسب
- امکان توسعه و گسترش برای ظرفیت‌های صنعتی
- حل معضلات زباله‌های شهری و لجن‌ها و پسماندهای خشک
- سادگی فرایند و عدم نیاز به تجهیزات پیچیده و گران‌قیمت
- اجرای سریع
- بارگیری و تخلیه سریع
- کنترل کامل شیرآبه و گاز تولید و عدم ایجاد مشکلات زیست‌محیطی
- افزایش درآمد در فرایند مدیریت پسماند از طریق فروش محصولات حاصله
- کاهش اثرات گلخانه‌ای